# 広之田町
広之田町（ひろのたちょう）は、愛知県瀬戸市品野連区の町名。丁番を持たない単独町名である。

## 地理
- 瀬戸市の北部に位置する[8]。西を北丘町、北を上半田川町、東を上品野町、南を品野町・落合町と隣接している[8]。
- 国道が南北に通り、国道周辺の丘陵地を開発して、公共施設やゴルフ場[注釈 1]などが建築された[8]。
- 南部に市営広之田住宅がある。建設は1956・1957年（昭和31・32年）に行われ[9]、建物の老朽化に伴い2005年（平成17年）より募集は停止されている[10]。2016年（平成28年）ごろより、退去済みの住宅から順に取り壊しが行われており[11]、2020年（令和2年）4月1日時点の戸数は36であり、そのうち18戸が利用されている[12]。

### 河川
- 山崎川（鳥原川支流） ： 町の中央部を南流している。
- 市郎兵衛川（鳥原川支流） ： 町の西部を南流している。

### 学区
市立小・中学校に通う場合、学区は以下の通りとなる。また、公立高等学校普通科に通う場合の学区は以下の通りとなる。
| 番・番地等                           | 小学校               | 中学校             | 高等学校 |
| ------------------------------------ | -------------------- | ------------------ | -------- |
| 346〜396番地、398番地、 587〜588番地 | 瀬戸市立下品野小学校 | 瀬戸市立品野中学校 | 尾張学区 |
| 上欄以外の地域                       | 瀬戸市立品野台小学校 | 瀬戸市立品野中学校 | 尾張学区 |

## 歴史

### 町名の由来
1841年（天保12年）中水野村絵図に「廣ノ田」、1849年（嘉永2年）村絵図に「広ノ田」と表記されており、江戸時代から存する地名である。その後、1953年（昭和28年）頃から開拓され、口広之田、奥広之田の小字が生まれ、瀬戸市合併時に現在の町名となった。

### 沿革
- 1965年（昭和40年）5月1日 - 瀬戸市大字中品野字広ノ田の全域により、同市広之田町として成立[2]。

## 世帯数と人口
2024年（令和6年）2月1日現在の世帯数と人口は以下の通りである。
| 町丁     | 世帯数  | 人口  |
| -------- | ------- | ----- |
| 広之田町 | 104世帯 | 190人 |

### 人口の変遷
国勢調査による人口の推移
| 1995年（平成7年）  | 345人 | [ 17 ] |  |
| 2000年（平成12年） | 330人 | [ 18 ] |  |
| 2005年（平成17年） | 276人 | [ 19 ] |  |
| 2010年（平成22年） | 236人 | [ 20 ] |  |
| 2015年（平成27年） | 207人 | [ 21 ] |  |
| 2020年（令和2年）  | 195人 | [ 22 ] |  |

### 世帯数の変遷
国勢調査による世帯数の推移。
| 1995年（平成7年）  | 121世帯 | [ 17 ] |  |
| 2000年（平成12年） | 120世帯 | [ 18 ] |  |
| 2005年（平成17年） | 109世帯 | [ 19 ] |  |
| 2010年（平成22年） | 90世帯  | [ 20 ] |  |
| 2015年（平成27年） | 85世帯  | [ 21 ] |  |
| 2020年（令和2年）  | 81世帯  | [ 22 ] |  |

## 交通

### 鉄道
町内に鉄道は走っていない。最寄り駅は名鉄瀬戸線尾張瀬戸駅になる。

### バス
瀬戸市コミュニティバス「上半田川線」
- 道の駅しなの - しなのバスセンター - 上半田川転回場 系統 ： 広之田集会所バス停・広之田バス停

### 道路
- 国道248号[8] ： 町の中央部を南北に貫くように通っている。
- 国道363号（瀬戸バイパス） ： 町の南部の広の田交差点から東に向かっている。
- 愛知県道208号上半田川名古屋線 ： 町の北部を東西に通っている。

## 施設
- 瀬戸市立品野中学校[8] ： 1947年（昭和22年）4月に開校し、1970年（昭和45年）に現在地に移転[23]。2022年（令和4年）5月1日現在の生徒数は255人、教員数は33人[24]。
- 瀬戸市蛇ヶ洞浄水場[8] ： 1974年（昭和49年）2月より浄水を給水[25]。第3期拡張事業の一環として建設された[25]。水源は蛇ヶ洞貯水池[25]。
- 品野セラミックタイル工業[8] ： 1963年（昭和38年）5月設立[26]。床・壁タイルの製造を行っている[26]。
- LIXIL物流 瀬戸物流センター ： LIXIL商品の物流を担う株式会社LIXILの100%出資子会社[27]。全国にある13拠点の主要物流センターのうちの1つ[28]。

## その他

### 日本郵便
- 郵便番号 : 480-1203[6]（集配局：瀬戸郵便局[29]）。